# Curtea Veche

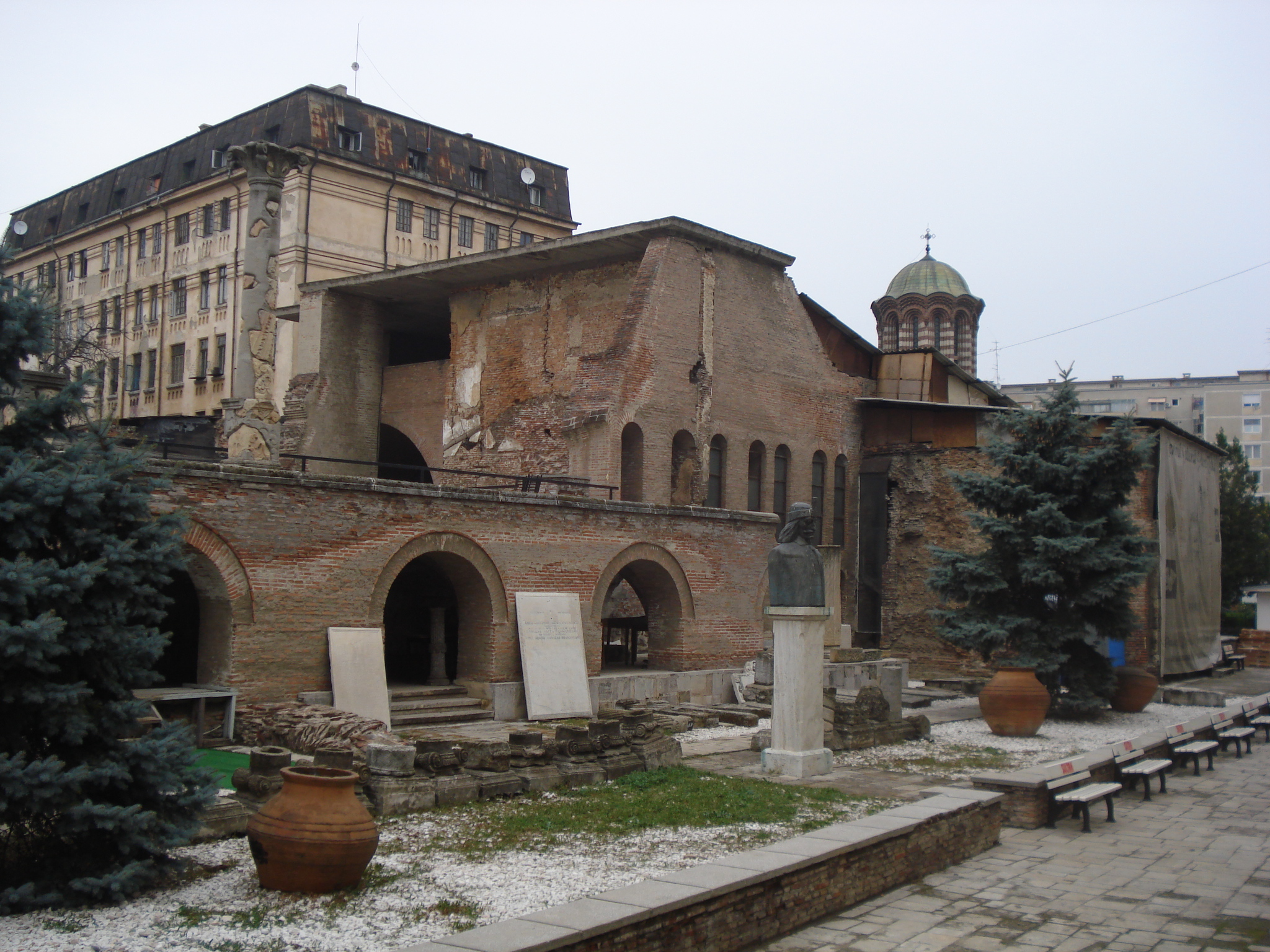
Curtea Veche hoy
ruinas y foso transformado en museo

Curtea Veche (Corte Vieja) es la primera corte real de Bucarest, dejó de usarse después del incendio de 1718 que destruyó la totalidad de Bucarest y después del terremoto de 1738 La corte real estaba compuesto por un palacio -. El Palacio del Barón, una iglesia - Iglesia de la Anunciación, más tarde conocida como la Iglesia de Curtea Veche, habitaciones de recepción, las cancillerías reales, caballerizas y jardines. No hay muchos detalles sobre el fundador de la Corte,, pero en opinión de los investigadores que han estudiado la historia de Bucarest, parece ser que fue construida por Mircea el Viejo., en algún momento a finales del siglo XIV y principios del siglo XV. Después de las dos catástrofes en el siglo XVIII, que destruyó la corte y los edificios adycentes, se construyó una nueva corte real, la Curtea Nouă. Hoy en día, las ruinas del Palacio se ha convertido en sitio arqueológico protegido por el gobierno, incluyendo un jardín y un museo, el Museo de Curtea Veche.

## Descripción
La Corte Real se extendía en la superficie entre las calles Halelor (antes Calor), Şelari, Lipscani, Bărăţiei, Calea Moşilor. Con el tiempo la ciudad de Bucarest sufrió múltiples modificaciones urbanísticas, de manera que las calles no corresponden en su totalidad con las descripciones de la época. Según las descripciones antiguas, Curtea Veche estaba situada en una colina bastante alta, rodeada por la orilla sur del Río Dambovita, y fuertes muros en los puntos cardinales. El acceso a la corte real era posible a través de dos puertas opuestas. La primera puerta, situada en la intersección de las calles Smârdan con Halelor (antigua Carol) tuvo varios nombres, la puerta superior, la Torre de los Alemanes, el Campanario Real y mucho más tarde, después de ser destruida, Torre de Piedra, Torre de Rojo (probablemente se le dio el nombre por el color en que se pintó la torre). La segunda puerta, Puerta Baja, se encontraba en el comienzo de la calle Mosilor.

## Historia

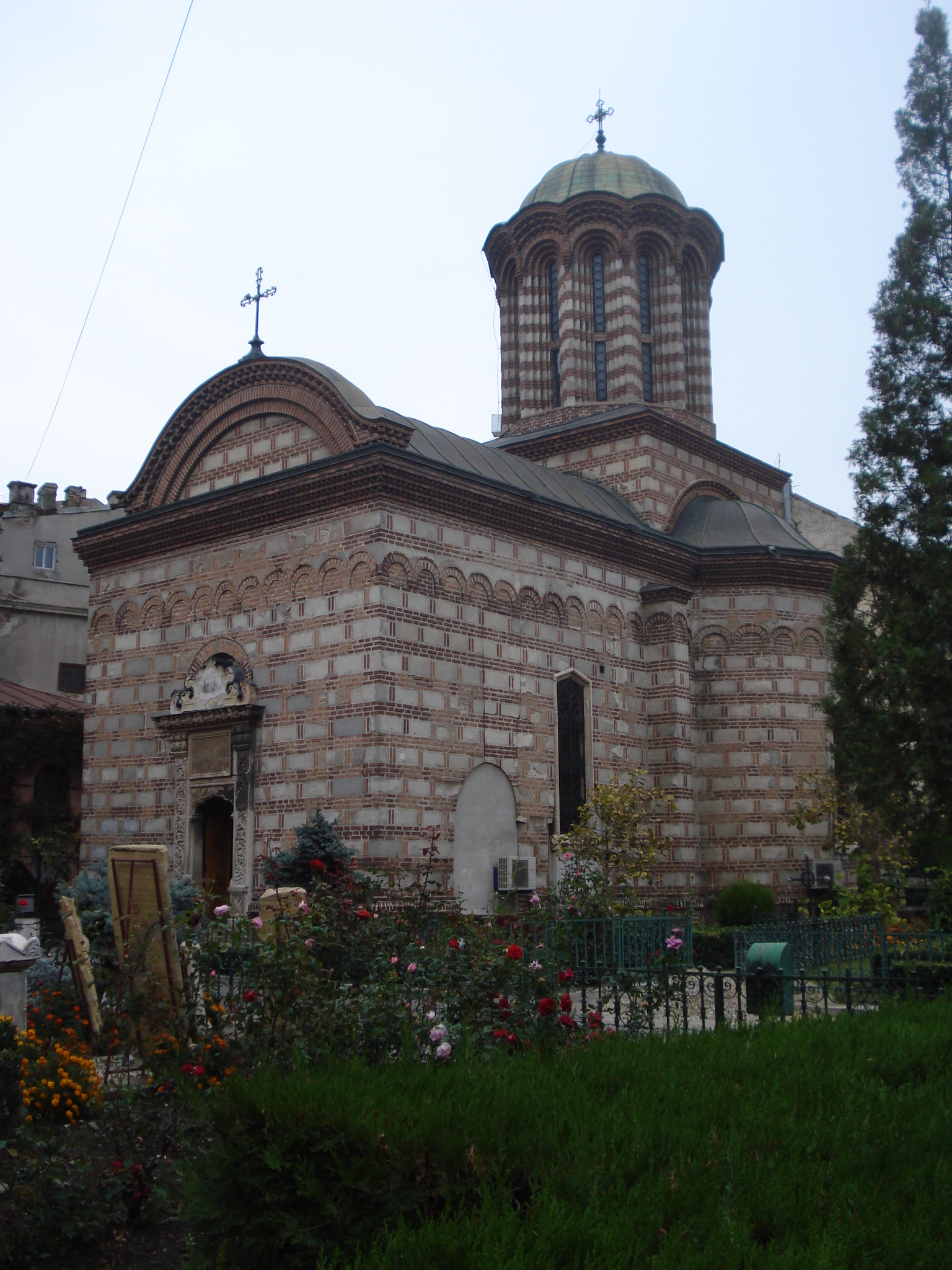
Iglesia Curtea Veche

Anteriormente, en el lugar donde se construiría la corte real, Mircea el Viejo construyó una ciudadela fortificada, en algún momento entre 1386-1418. La ciudadela tenía paredes de ladrillo y estaba rodeada por un foso de defensa.
En el siglo XV, Vlad Tepes, príncipe de Rumanía, fortifico la ciudadela construida por Mircea el Viejo y la elevó a residencia real, como alternativa a Târgoviște.
Los primeros datos fiables sobre los documentos de Curtea Veche que tenemos desde el momento en que Radu el Hermoso, trasladó su corte real a Bucarest.
Aunque durante un tiempo se pensó que la Corte Real fue destruida por completo, las excavaciones han revelado ruinas importantes, incluyendo: sótanos, muros, torres, bases, columnas, escaleras, habitaciones en construcción en el siglo XIX.
Los investigadores han establecido que Curtea Veche sufrió varias remodelaciones a lo largo del tiempo, desde la segunda mitad del siglo XIV por Vlad Tepes, hasta Basarab cel Tânăr y por Mircea Ciobanul, desde Matei Basarab hasta Constantin Brancoveanu.
Según conservan vestigios arqueológicos se identificó la primera ciudad de Bucarest, una fortaleza situada en la orilla norte del Río Dambovita. Situado en un pequeño promontorio, en una superficie de 160 metros cuadrados, la ciudad fue construida de ladrillo y la forma trapezoidal de una torre rodeada por un foso de 1,50 a 2,20 m de ancho
Ya en 1458 Vlad Ţepeş escribió a Brasov pidiendo trabajadores para la construcción de la ciudad. En un documento fechado el 10 de agosto de 1460 Vlad Tepes recuerda el ex-castro fluvi Domboviche (antiguo castro junto al río Domboviche). De acuerdo a estos datos Ion Ionaşcu y Dan Berindei consideraron que esta ciudad fue construida entre 1458-1459, como un edificio de madera en tierra con fortificaciones, construidas a toda prisa debido a la amenaza otomana.
Aunque no hay pruebas concluyentes, históricamente los historiadores han considerado que la ciudad fue construida por Vlad Tepes entre 1458-1459 sobre la antigua fortaleza en los bancos del río Dambovita. No se conocen datos acerca de la importancia de la ciudad para defender al país de Rumania, pero en la campaña de Mohamed II, en 1462, es un hecho que la ciudad tenía una función defensiva.
El 18 de diciembre de 1473 el hermano de Vlad Ţepeş, Radu el Hermoso, se refugian en la ciudad de Bucarest.

### Iglesia Curtea Veche
Iglesia de la Corte, más tarde llamada la Iglesia de Curtea Veche fue construida por Mircea Ciobanul.